# Tostaky
Tostaky – czwarty album studyjny francuskiego zespołu Noir Désir wydana w 1992 roku nakładem Barclay Records. Album został nagrany w Anglii i wydany przez Teda Niceleya. Płyta rozeszła się w nakładzie 350 000 egzemplarzy.
Tostaky to skrót od hiszpańskiego wyrażenia Todo esta aqui (pol. wszystko jest tutaj), które było jednym z haseł używanych przez Emiliano Zapatę, meksykańskiego rewolucjonistę.

## Lista utworów
1. „Here It Comes Slowly” – 3:03
2. „Ici Paris” – 3:37
3. „Oublié” – 4:33
4. „Alice” – 3:55
5. „One Trip / One Noise” – 4:12
6. „Tostaky (le continent)” – 5:29
7. „Marlène” – 3:03
8. „Johnny colère” – 2:17
9. „7 minutes” – 6:00
10. „Sober Song” – 2:51
11. „It Spurts” – 3:53
12. „Lolita nie en bloc” – 3:30